# John Lawlor
John Lawlor (John Francis Lawlor; * 14. März 1934 in Dublin; † 20. Mai 2018 in Milton, Massachusetts) war ein irischer Hammerwerfer.
Bei den Europameisterschaften 1958 in Stockholm wurde er Siebter und bei den Olympischen Spielen 1960 in Rom Vierter.
1961 gewann er Bronze bei der Universiade. Bei den Olympischen Spielen 1964 in Tokio und bei den Europameisterschaften 1966 in Budapest schied er in der Qualifikation aus.
1955, 1965 und 1966 wurde er Irischer Meister und 1961 Englischer Meister. Für die Boston University startend wurde er 1959 und 1960 NCAA-Meister. Seine persönliche Bestleistung von 65,18 m stellte er am 24. Juni 1960 in Bakersfield auf.